# Нидерланды на «Евровидении-1964»
Нидерланды приняли  участие в «Евровидении 1964», проходившем в Копенгагене, Дания, 21 марта 1964 года. Страну представила Аннеке Грёнло с песней «Jij bent mijn leven», выступившая под номером 2. В этом году страна заняла десятое место, получив два балла. Комментатором конкурса от Нидерланд в этом году стал Агет Схерпхёйс (NTS), а глашатаем — Пим Якобс.
Аннеке Грёнло выступила в сопровождении оркестра под руководством Дольфа ван дер Линден.
Также Грёнло стала первой певицей азиатского происхождения, выступившей на конкурсе «Евровидение».

## Национальный отбор

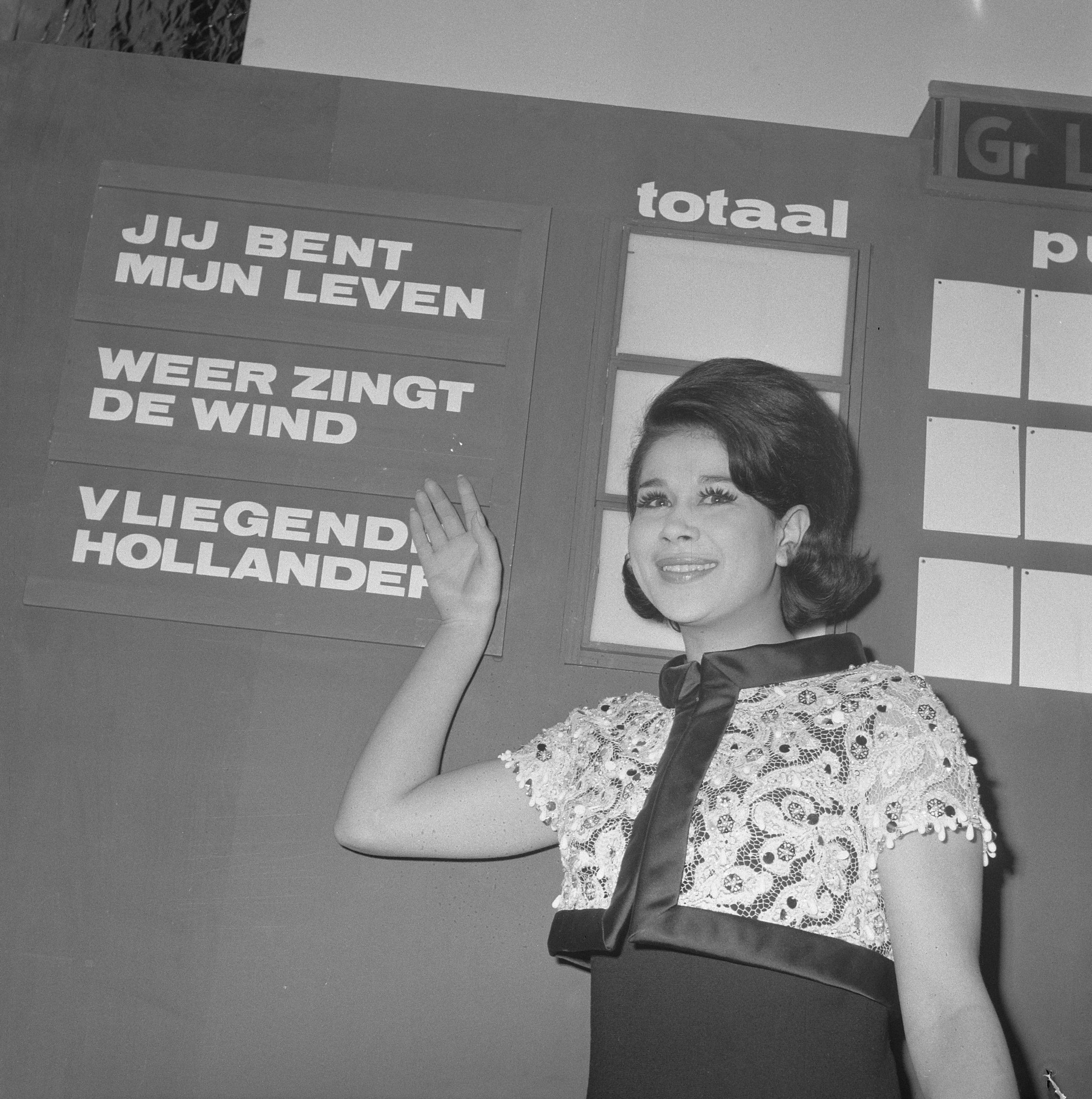
Аннеке на Национальном песенном конкурсе около таблицы результатов

24 февраля 1964 года состоялся финал песенного конкурса Nationaal Songfestival, проходившем в Утрехте. В качестве участника, в последующем представителем Нидерланд на конкурсе, стала Аннеке Грёнло, исполнившая три песни.
| Песня                 | Баллы | Место |
| --------------------- | ----- | ----- |
| «Vliegende Hollander» | 60    | 3-е   |
| «Weer zingt de wind»  | 141   | 2-е   |
| «Jij bent mijn leven» | 159   | 1-е   |

Голосование проводилось 11 региональными жюри. Победу одержала композиция «Jij bent mijn leven».

## Страны, отдавшие баллы Нидерландам
Жюри каждой страны присуждало оценки 5, 3 и 1 трём наиболее понравившимся песням.
| Отдали Нидерландам…  |
| 1 балл               |
| -------------------- |
| Великобритания Дания |

## Страны, получившие баллы от Нидерланд
| 5 баллов | Италия         |
| 3 балла  | Люксембург     |
| 1 балл   | Великобритания |